# Montenapo
Montenapo è un singolo del rapper italiano Gué Pequeno, pubblicato il 5 giugno 2019 come unico estratto dal secondo EP Gelida estate EP.

## Descrizione
Terza traccia del disco, il brano è stato prodotto dai 2nd Roof e ha visto la partecipazione vocale di Lazza, con il quale Pequeno collaborò al singolo Gucci Ski Mask. Il titolo è un'espressione gergale con cui viene spesso chiamata Via Monte Napoleone, strada di Milano celebre come centro internazionale dello shopping di lusso. La sezione strumentale figura la melodia del brano Gypsy Woman (She's Homeless) di Crystal Waters.

## Tracce
1. Montenapo (feat. Lazza) – 3:08

## Classifiche
| Classifica (2019) | Posizione massima |
| ----------------- | ----------------- |
| Italia            | 29                |